# أوفالون
أوفالون (إلينوي) (بالإنجليزية: O'Fallon, Illinois)‏ هي مدينة تقع في الولايات المتحدة في إلينوي. يقدر عدد سكانها بـ 28,281 نسمة .

## التركيبة السكانية
حدّد مكتب تعداد الولايات المتحدة بيانات التركيبة السكانية لأوفالون في تعداد الولايات المتحدة. في ما يلي، التركيبة السكانية حسب تعدادي 2000 و2010.

### تعداد عام 2000
بلغ عدد سكان أوفالون 21,910 نسمة بحسب تعداد عام 2000، وبلغ عدد الأسر 8,310 أسرة وعدد العائلات 6,020 عائلة مقيمة في المدينة. في حين سجلت الكثافة السكانية 546.7 نسمة لكل كيلومتر مربع (1,415.9/ميل2). وبلغ عدد الوحدات السكنية 8,626 وحدة بمتوسط كثافة قدره 215.2 لكل كيلومتر مربع (557.4/ميل2).
وتوزع التركيب العرقي للمدينة بنسبة 82.67% من البيض و11.99% من الأمريكيين الأفارقة و0.23% من الأمريكيين الأصليين و2.47% من الأمريكيين ذوي الأصول الآسيوية و0.07% من سكان جزر المحيط الهادئ و0.79% من الأعراق الأخرى و1.77% من عرقين مختلطين أو أكثر و2.23% من الهسبانيون أو اللاتينيون من أي عرق.
بلغ عدد الأسر 8,310 أسرة كانت نسبة 41.6% منها لديها أطفال تحت سن الثامنة عشر تعيش معهم، وبلغت نسبة الأزواج القاطنين مع بعضهم البعض 59% من أصل المجموع الكلي للأسر، ونسبة 10.5% من الأسر كان لديها معيلات من الإناث دون وجود شريك،  بينما كانت نسبة 3% من الأسر لديها معيلون من الذكور دون وجود شريكة وكانت نسبة 27.6% من غير العائلات. تألفت نسبة 23.2% من أصل جميع الأسر من عدة أفراد يعيشون في نفس المنزل ونسبة 7.2% كانت تتألف من شخص يعيش بمفرده يبلغ من العمر 65 عاماً أو أكثر. وبلغ متوسط حجم الأسرة المعيشية 2.62، أما متوسط حجم العائلات فبلغ 3.13.
بلغ العمر الوسطي للسكان 35.3 عاماً. وكانت نسبة 28.3% من القاطنين تحت سن الثامنة عشر، وكانت نسبة 8% بين الثامنة عشر والرابعة والعشرين عاماً، ونسبة 32.1% كانت واقعةً في الفئة العمرية ما بين الخامسة والعشرين والرابعة والأربعين عاماً، ونسبة 22.7% كانت ما بين الخامسة والأربعين والرابعة والستين، ونسبة 8.4% كانت ضمن فئة الخامسة والستين عاماً فما فوق. يوجد لكل 100 أنثى 93.6 ذكر، ويوجد لكل 100 أنثى في الثامنة عشر من عمرها فما فوق 90.6 ذكر.
بلغ متوسط دخل الأسرة في المدينة 55,927 دولارًا، أما متوسط دخل العائلة فبلغ 66,262 دولارًا. وكان متوسط دخل الذكور 46,303 دولارًا مقابل 30,158 دولارًا للإناث. وسجل دخل الفرد الخاص بالمدينة 24,821 دولارًا. وكانت نسبة 4.1% من العائلات ونسبة 5% من السكان تحت خط الفقر، وكان من هؤلاء نسبة 5% تحت سن الثامنة عشر ونسبة 7.9% في الخامسة والستين من العمر وما فوق.

## معرض صور

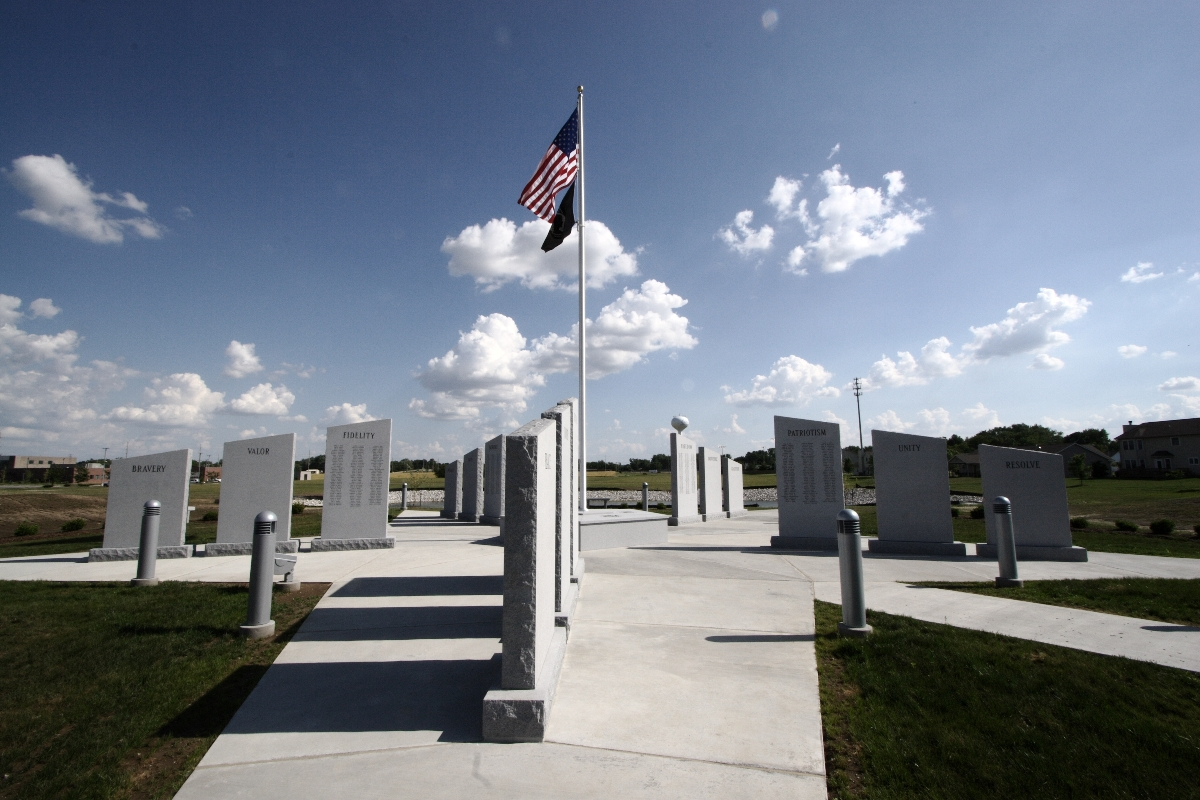
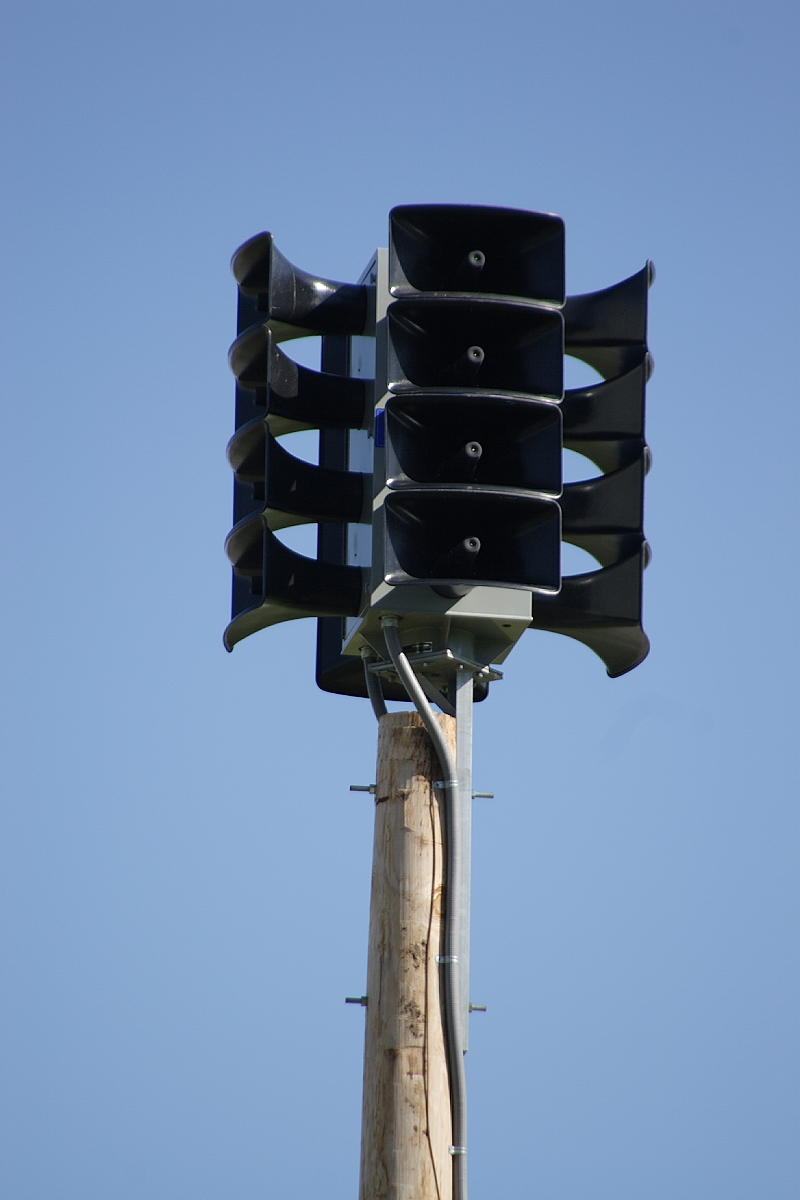
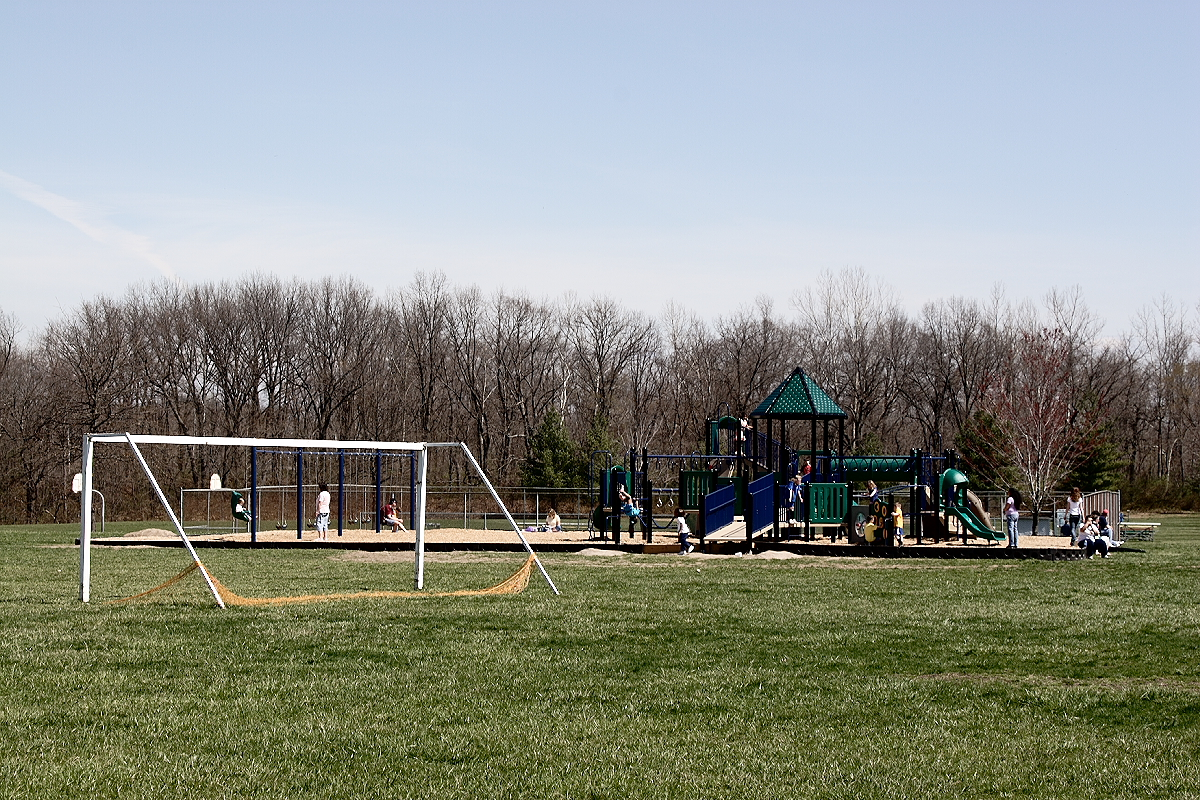

### تعداد عام 2010
بلغ عدد سكان أوفالون 28,281 نسمة بحسب تعداد عام 2010، وبلغ عدد الأسر 10,747 أسرة وعدد العائلات 7,804 عائلة مقيمة في المدينة. في حين سجلت الكثافة السكانية 705.6 نسمة لكل كيلومتر مربع (1,827.5/ميل2). وبلغ عدد الوحدات السكنية 11,414 وحدة بمتوسط كثافة قدره 284.8 لكل كيلومتر مربع (737.6/ميل2).
وتوزع التركيب العرقي للمدينة بنسبة 77.34% من البيض و15.57% من الأمريكيين الأفارقة و0.24% من الأمريكيين الأصليين و2.78% من الأمريكيين ذوي الأصول الآسيوية و0.10% من سكان جزر المحيط الهادئ و0.94% من الأعراق الأخرى و3.03% من عرقين مختلطين أو أكثر و3.47% من الهسبانيون أو اللاتينيون من أي عرق.
بلغ عدد الأسر 10,747 أسرة كانت نسبة 39.6% منها لديها أطفال تحت سن الثامنة عشر تعيش معهم، وبلغت نسبة الأزواج القاطنين مع بعضهم البعض 56.2% من أصل المجموع الكلي للأسر، ونسبة 12.5% من الأسر كان لديها معيلات من الإناث دون وجود شريك،  بينما كانت نسبة 4% من الأسر لديها معيلون من الذكور دون وجود شريكة وكانت نسبة 27.4% من غير العائلات. تألفت نسبة 22.9% من أصل جميع الأسر من عدة أفراد يعيشون في نفس المنزل ونسبة 6.8% كانت تتألف من شخص يعيش بمفرده يبلغ من العمر 65 عاماً أو أكثر. وبلغ متوسط حجم الأسرة المعيشية 2.63، أما متوسط حجم العائلات فبلغ 3.11.
بلغ العمر الوسطي للسكان 36.4 عاماً. وكانت نسبة 27.5% من القاطنين تحت سن الثامنة عشر، وكانت نسبة 8.1% بين الثامنة عشر والرابعة والعشرين عاماً، ونسبة 27.9% كانت واقعةً في الفئة العمرية ما بين الخامسة والعشرين والرابعة والأربعين عاماً، ونسبة 27.5% كانت ما بين الخامسة والأربعين والرابعة والستين، ونسبة 9% كانت ضمن فئة الخامسة والستين عاماً فما فوق. وتوزع التركيب الجنسي للسكان بنسبة 48.5% ذكور و51.5% إناث.

## أعلام
- ويليام هولدن